# 史上最大のスーパー・チャンピオン
『史上最大のスーパー・チャンピオン』（The World's Greatest Athlete）は1973年のアメリカ合衆国のコメディ映画。ウォルト・ディズニー・プロダクション製作。監督はロバート・シアラー。出演はジョン・エイモスなど。
日本では公開後、『ジャン・マイケル・ビンセントのジャングル・ヒーロー』の題でビデオ発売されたことがある。

## キャスト
| 役名                   | 俳優                           | 日本語吹替 |
| ---------------------- | ------------------------------ | ---------- |
| サム・アーチャー       | ジョン・エイモス               | 田中信夫   |
| ミロ・ジャクソン       | ティム・コンウェイ             |            |
| ナヌー                 | ジャン＝マイケル・ヴィンセント | 仲村秀生   |
| ガゼンガ               | ロスコー・リー・ブラウン       | 若本紀昭   |
| ジェーン・ダグラス     | デイル・ハドン                 |            |
| ディーン・マクスウェル | ビリー・デウルフ               |            |
| ピーターセン夫人       | ナンシー・ウォーカー           |            |

## スタッフ
- 監督：ロバート・シアラー
- 製作：ビル・ウォルシュ
- 脚本：ディー・カルーソー、ジェラルド・ガードナー
- 撮影：フランク・フィリップス
- 音楽：マーヴィン・ハムリッシュ